# Liên đoàn Công nghiệp âm nhạc Ý
Liên đoàn Công nghiệp âm nhạc Ý (FIMI) (tiếng Ý: Federazione Industria Musicale Italiana, tiếng Anh: Federation of the Italian Music Industry) là một tổ chức theo dõi hầu như tất cả các khía cạnh của ngành công nghiệp thu âm bằng tiếng Ý.
Trang chủ chính thức của FIMI không có thông tin bằng tiếng Anh, nhưng menu bên trái trang web, dưới chữ "notizie" và sau đó là "classifiche" cung cấp bảng xếp hạng doanh số bán hàng trên tất cả các thể loại âm nhạc được tiêu thụ tại Ý.
Do có sự giảm doanh số đĩa đơn CD tại Ý, nên FIMI thay thế bảng xếp hạng dựa trên doanh số dạng đĩa bằng một bảng xếp hạng số, dựa trên download kỹ thuật số trên Internet và điện thoại di động hợp pháp vào ngày 1 tháng 1 năm 2008.

## Chứng nhận

#### Album
| Chứng nhận | Trước 2005 | Trước 2008 | Trước tháng 7 năm 2010 | Kể từ tháng 7 năm 2010 |
| ---------- | ---------- | ---------- | ---------------------- | ---------------------- |
| Bạc        | 25.000     | 20.000     | 15.000                 | 15.000                 |
| Vàng       | 50.000     | 40.000     | 35.000                 | 30.000                 |
| Bạch kim   | 100.000    | 80.000     | 70.000                 | 60.000                 |
| Kim cương  | 500.000    | 400.000    | 350.000                | 300.000                |

#### Đĩa đơn
| Chứng nhận | Trước 2009 | Kể từ 2009 |
| ---------- | ---------- | ---------- |
| Vàng       | 10.000     | 15.000     |
| Bạch kim   | 20.000     | 30.000     |

Chú ý: Doanh số cho đĩa đơn dựa trên tổng doanh số, kể cả đĩa CD hay tải về.

#### DVD âm nhạc
| Chứng nhận | Trước 2009 | Kể từ 2009 |
| ---------- | ---------- | ---------- |
| Vàng       | 15.000     | 10.000     |
| Bạch kim   | 30.000     | 20.000     |

## Liên kết
- FIMI website Lưu trữ ngày 23 tháng 2 năm 2009 tại Wayback Machine
- FIMI archives Lưu trữ ngày 3 tháng 3 năm 2016 tại Wayback Machine
- ItalianCharts.com — lưu trữ từ 2000 đến nay (chỉ top 20 vị trí)
- Hit Parade Italia (Archives)